# Tanacetum artemisioides
Tanacetum artemisioides là một loài thực vật có hoa trong họ Cúc. Loài này được Sch.Bip. ex Hook.f. miêu tả khoa học đầu tiên.